# Leon Jakirović
Leon Jakirović, né le 16 janvier 2008 à Požega en Croatie, est un footballeur croate qui évolue au poste d'arrière gauche au Dinamo Zagreb.

## Biographie

### En club
Né à Požega en Croatie, Leon Jakirović commence le football au NK Sesvete (en) avant d'être formé par le Dinamo Zagreb. En mars 2024 il est intégré pour la première fois à l'entraînement de l'équipe première.
Il devient Champion de Croatie en 2024, le club étant sacré pour la 25e fois de son histoire,, après avoir joué son premier match en professionnel lors d'une rencontre de première division, le 18 mai 2024 contre le NK Slaven Belupo. Il entre en jeu à la place de Mauro Perković et son équipe s'impose par trois buts à deux,.

### En sélection
Leon Jakirović représente la Croatie en sélection, à partir des moins de 18 ans, jouant son premier match avec cette sélection le 11 mai 2023, en entrant en jeu contre la Finlande.

## Vie privée
Leon Jakirović est le fils de Sergej Jakirović (en), ancien footballeur professionnel devenu entraîneur

## Palmarès
Dinamo Zagreb
- Championnat de Croatie (1) :
  - Champion : 2023-2024.